# Walentin Koptiug
Walentin Afanasjewicz Koptiug (ros. Валенти́н Афана́сьевич Коптю́г; ur. 9 czerwca 1931 w Juchnowie, zm. 10 stycznia 1997 w Nowosybirsku) – radziecki chemik, Bohater Pracy Socjalistycznej (1986).

## Życiorys
Urodzony w rodzinie białoruskiej, jego ojciec był represjonowany podczas wielkiego terroru. Po ataku Niemiec na ZSRR ewakuowany wraz z rodziną do Samarkandy, gdzie 1949 ukończył szkołę średnią ze złotym medalem, po czym próbował dostać się na Moskiewski Uniwersytet Państwowy im. Łomonosowa, jednak nie został przyjęty z powodu represjonowanego ojca. Studiował w Moskiewskim Instytucie Chemiczno-Technologicznym im. Miedwiediewa, który ukończył z wyróżnieniem w 1954, następnie był w nim aspirantem, pracował w laboratorium problemów izotopów Moskiewskiego Instytutu Chemiczno-Technologicznego. Od 1959 pracował w Nowosybirsku, gdzie zaczynał działalność syberyjski oddział Akademii Nauk ZSRR; był młodszym pracownikiem naukowym Nowosybirskiego Instytutu Chemii Organicznej, od 1963 kierował laboratorium mechanizmu reakcji organicznych, a od 1975 oddziałem fizycznej chemii organicznej. Od 1961 należał do KPZR, 1965 został doktorem nauk chemicznych, od 1968 profesor i członek korespondent Akademii Nauk ZSRR, od 15 marca 1979 akademik Akademii Nauk ZSRR. Od 1980 wiceprezydent Akademii Nauk ZSRR i przewodniczący Syberyjskiego Oddziału Akademii Nauk ZSRR, od 1987 dyrektor Nowosybirskiego Instytutu Chemii Organicznej. 1966–1993 profesor i kierownik katedry chemii organicznej Nowosybirskiego Uniwersytetu Państwowego, 1978–1980 rektor tego uniwersytetu. Autor ponad 300 prac naukowych, w tym trzech monografii. 1980–1988 deputat Nowosybirskiej Obwodowej Rady Deputatów Ludowych. 1981–1986 członek Centralnej Komisji Rewizyjnej KPZR, 1986–1989 zastępca członka, a 1989–1991 członek KC KPZR, 1989–1991 członek Rosyjskiego Biura KC KPZR. 1984–1989 deputowany do Rady Najwyższej ZSRR 11 kadencji. 1993–1997 członek Prezydium KC KPFR. 6 czerwca 1996 otrzymał honorowe obywatelstwo Nowosybirska.

## Odznaczenia i nagrody
- Medal Sierp i Młot Bohatera Pracy Socjalistycznej (22 maja 1986)
- Order Lenina (dwukrotnie – 8 czerwca 1981 i 22 maja 1986)
- Order Czerwonego Sztandaru Pracy (1975)
- Order „Znak Honoru” (1967)
- Nagroda Leninowska (1990)
- Order Gwiazdy Polarnej (Mongolska Republika Ludowa, 1982)
- Order Cyryla i Metodego I klasy (Ludowa Republika Bułgarii, 1989)

I medale.